# (37715) 1996 RN31
1996 RN31 (asteroide 37715) é um asteroide troiano de Júpiter. Possui uma excentricidade de 0.02467130 e uma inclinação de 8.90313º.
Este asteroide foi descoberto no dia 13 de setembro de 1996 por Uppsala-DLR Trojan Survey em La Silla.